# Fulbe
Fulbe (zwani także: Fulanie, Fulbeje, Fula, Foulah, Peulh i Peul) – grupa ludów zamieszkujących głównie kraje Afryki Zachodniej. Są to m.in. Burkina Faso, Kamerun, Nigeria, Niger, Mali, Mauretania, Gwinea, Gwinea Bissau, Senegal, Gambia, Benin. Są spokrewnieni z ludem Tukulerów żyjącym współcześnie nad rzeką Senegal. Ich dokładna liczebność jest trudna do określenia – różne źródła podają różne szacunki, od 24 do 40 mln. Najwięcej przedstawicieli tego ludu zamieszkuje Nigerię.
Są koczownikami, hodującymi bydło, kozy i owce. Wyznają islam. Ich tradycyjnym strojem są długie zwiewne skromnie haftowane szaty. W XVI stuleciu opanowali tereny Sahelu. Ich główną siłą była potężna kawaleria, pozwalająca na szybkie przemieszczanie się po rozległym terytorium. Dalszą ekspansję na południe uniemożliwiła mucha tse-tse, zarażająca ludzi śpiączką afrykańską, zaś bydło naganą.
W XIX w. pod wodzą Usmana dan Fodio stworzyli potężne imperium – Kalifat Sokoto na terenach środkowego i dolnego biegu rzeki Niger. Istniało do 1903, gdy uległo kolonizatorom i zostało podzielone pomiędzy nich.
Na zachodzie istniało inne ich państwo, leżące na wyżynie Futa Dżalon w dzisiejszej Gwinei. Miało spisaną konstytucję i zasady dziedzictwa, uzgodnione pomiędzy dwoma stronnictwami – Soriya i Alphaya. Powstało w 1735, gdy muzułmańscy Fulbe wystąpili przeciwko swym nie-muzułmańskim pobratymcom i stworzyli konfederację prowincji. Alpha Ibrahima Sory Maoudho był pierwszym władcą tego kraju, mającego swą stolicę w Timbo (Gwinea). Państwo istniało do 1898, gdy Francuzi pokonali ostatniego władcę – Bokar Biro.
Językiem ludu Fulbe jest fulfulde, rozproszony praktycznie po całym obszarze Afryki Zachodniej i rozpadający się na wiele dialektów, aczkolwiek poszczególne społeczności posługują się także innymi językami regionu.